# سنتامين مصر
سنتامين مصر (بالإنجليزية: Centamin Egypt Limited)‏ هي شركة تنقيب ذهب مركزها في بيرث بغرب أستراليا، وهي مدرجة في بورصة لندن وبورصة تورونتو كما أنّها أحد شركات الفوتسي 250. وتدير عمليّات استغلال منجم السكري قرابة مرسى علم بالتعاون مع الحكومة المصرية.

## تاريخ
أدرجت لأوّل مرّة في بورصة أستراليا عام 1970
وفي عام 1999 استحوذت على شركة «Pharaoh Gold Mines» الّتي كانت تستكشف عن الذهب في مصر منذ عام 1995. ومُنِحَت الشركة في عام 2005 تصريحاً للاستكشاف في منطقة مساحتها 160 كم مربّع ضمن مشروع منجم السكري. وأُدْرِجَت في بورصة تورونتو في عام 2007 من أجل جلب المال اللازم لبدأ الإنتاج، وقد بدأ بالفعل في عام 2009. وأُدْرِجَت الشركة كـ(full listing) في بورصة لندن عام 2009. وأُزيْلَت من قائمة بورصة أستراليا عام 2010. و في 23 ديسمبر 2011 صدر حكم محكمة بتحويل الشركة من مُستكشف عن الدهب الي مستكشف ومورد Corporation و عليه تم ادراج الشركة في بورصة نيويورك وتحول الرمز من CEE الي CEY بنسبة 1:1 في تحويل الاسهم

## وصلات خارجية
- الموقع الرسمي